# Nyhem, Bräcke kommun
Nyhem är en småort i Bräcke kommun belägen i Nyhems distrikt (Nyhems socken) i sydöstra Jämtland. Orten är en gammal hållplats på Norra stambanan på sträckan Bräcke - Långsele.
Nyhems kyrka ligger i byn Ulvsjö cirka 3 km öster om orten. Länsväg 323 passerar genom bygden.

## Befolkningsutveckling
| Befolkningsutvecklingen i Nyhem 1960–2015     | Befolkningsutvecklingen i Nyhem 1960–2015 | Befolkningsutvecklingen i Nyhem 1960–2015 | Befolkningsutvecklingen i Nyhem 1960–2015 | Befolkningsutvecklingen i Nyhem 1960–2015 |
| --------------------------------------------- | ----------------------------------------- | ----------------------------------------- | ----------------------------------------- | ----------------------------------------- |
|                                               |                                           |                                           |                                           |                                           |
| År                                            |                                           |                                           | Folkmängd                                 | Areal (ha)                                |
| 1960                                          | 1960                                      |                                           | 203                                       |                                           |
| 1965                                          | 1965                                      |                                           | 207                                       |                                           |
| 1990                                          | 1990                                      |                                           | 126                                       | #                                         |
| 1995                                          | 1995                                      |                                           | 114                                       | 44#                                       |
| 2000                                          | 2000                                      |                                           | 107                                       | 39#                                       |
| 2005                                          | 2005                                      |                                           | 107                                       | 39#                                       |
| 2010                                          | 2010                                      |                                           | 102                                       | 39#                                       |
| 2015                                          | 2015                                      |                                           | 84                                        | 48#                                       |
| Anm.: Upphörde som tätort 1970. # Som småort. |                                           |                                           |                                           |                                           |